# NGC 1251
NGC 1251 est une paire d'étoiles située dans la constellation de la Baleine. L'astronome américain Phillip Sidney Coolidge (de) a enregistré la position de cette paire d'étoiles le 25 janvier 1860. 